# Britt McKillip
Britt Analisa McKillip, född 18 januari 1991 i Vancouver i British Columbia, är en kanadensisk skådespelerska och sångerska. Hon har bland annat spelat rollen som Reggie Lass i TV-serien Mitt liv som död och dess tillhörande långfilm Dead Like Me: Om livet efter livet. Hon har också gjort rösten till bland annat modedockan Cloe i TV-serien Bratz, Prinsessan Cadance i My Little Pony: Vänskap är magisk och Prinsessan Harumi i Lego Ninjago: Masters of Spinjitzu.
McKillip är dotter till producenten Tom McKillip och hans hustru, låtskrivaren Lynda McKillip. Hon är också yngre syster till skådespelerskan Carly McKillip (född 1989), med vilken hon även har uppträtt i countrygruppen One More Girl.

## Filmografi (i urval)

### Filmer
- 1998 – Titta inte ner (TV-film)
- 2000 – Mission to Mars
- 2001 – Barbie i Nötknäpparen (röst)
- 2002 – Barbie som Rapunzel (röst)
- 2005 – Barbie Fairytopia (röst)
- 2005 – Bob the Butler
- 2006 – My Little Pony: Regnbåge på rymmen (röst)
- 2006 – My Little Pony: Prinsessan (röst)
- 2006 – Barbie och de 12 dansande prinsessorna (röst)
- 2007 – Barbie som Öprinsessan (röst)
- 2007 – Trick 'r Treat
- 2008 – Ace of Hearts
- 2009 – Dead Like Me: Om livet efter livet
- 2013 – My Little Pony: Equestria Girls (röst)
- 2017 – My Little Pony: The Movie (röst)

### TV-serier
- 1998 – Honey, I Shrunk the Kids: The TV Show (TV-serie)
- 2001–2005 – Dragon Tales (TV-serie) (röst)
- 2002 – Noddy (TV-serie) (röst)
- 2002–2005 – Baby Looney Tunes (TV-serie) (röst)
- 2003–2004 – Sabrinas hemliga liv (TV-serie) (röst)
- 2003–2004 – Mitt liv som död (TV-serie)
- 2004 – Franklin (TV-serie) (röst)
- 2005–2006 – Brandbilskul (TV-serie) (röst)
- 2005 – Trollz (TV-serie) (röst)
- 2008 – Bratz (TV-serie) (röst)
- 2010–2015 – Jordgubbs-Lisa (TV-serie) (röst)
- 2012–2019 – My Little Pony: Vänskap är magisk (TV-serie) (röst)
- 2016 – Beat Bugs (TV-serie) (röst)
- 2016–2017 – Frequency (TV-serie)
- 2017–2020 – Minimonster (TV-serie) (röst)
- 2018–2022 – Lego Ninjago: Masters of Spinjitzu (TV-serie) (röst)